# Heinrich Christian von den Brincken

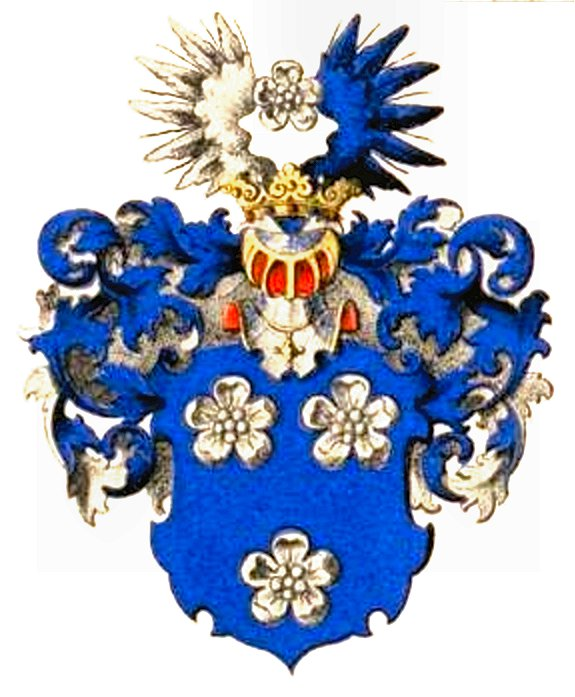
Wappen derer von den Brincken

Heinrich Christian von den Brincken (* 1648; † 12. oder 19. April 1729) war ein Landespolitiker im Herzogtum Kurland und Semgallen. Er war Angehöriger der Adelsfamilie von den Brincken und bekleidete zwischen 1684 und 1727 hochrangige landespolitische Ämter.

## Werdegang
Im Jahre 1684 war er Hauptmann (Gemeinde- oder Bezirksvorsteher) von Doblen, 1688 wurde er zum Oberhauptmann in Tukums berufen. Seit 1689 war er Landmarschall und übernahm von 1691 bis 1703 das Amt des Oberburggrafen in Kurland. Sein nächstes landespolitisches Amt war von 1703 bis 1709 die des kurländischen Kanzlers. Ab 1709 führte er als Mitglied des Oberrats beim Herzog von Kurland und Semgallen als Landhofmeister die Landesregierung an. Im Jahre 1717 wurden die vier Oberräte Landhofmeister Heinrich Christian von den Brincken, Kanzler Ewald von Osten genannt Sacken, Oberburggrafen Adam Kazimierz Kościuszko und Landmarschall Johann Heinrich von Keyserlingk in ihren Ämtern bestätigt. Heinrich Christian v.d.B. war politisch ein Anhänger des Grafen Moritz von Sachsen (1726 bis 1729 Herzog von Kurland und Semgallen) und wurde 1727 nach dessen Rücktritt als Herzog von Kurland und Semgallen von einer polnischen Kommission abgesetzt.

## Familie
Sein Vater war Heinrich von den Brincken, Herr auf Zezern und Sessilen in Kurland, seine Mutter Maria Magdalena war eine geborene Lüdinghausen genannt Wolff. Heinrich Christian war 1687 in erster Ehe mit Juliane Louise von Klitzing (verwitwete von Medem) und in zweiter Ehe mit Catharina Elisabeth von Grotthuß (verwitwete zum Berge; † 1696) verheiratet. Er war Gutsbesitzer von Sessilen, Neuhof und Alt-Autz, sowie Pfandbesitzer von Luttringen in Kurland.
Ihre Nachkommen aus der zweiten Ehe waren:
- Heinrich Christian († 1716) Brigadier, Herr auf Sessilen, verh. mit Gottliebe Hedwig von der Osten-Sacken
- Wilhelm Ernst (*/† ?), Herr auf Mittelhof, Enkenhof, Neuhof und Alt-Autz, verh. mit Magarethe Benigna von Fircks
- Anna (*/† ?), verh. in erster Ehe mit Johann Friedrich von Tiesenhausen und in zweiter Ehe mit Friedrich Casimir von Lysander